# Arcidiocesi di Łódź
L'arcidiocesi di Łódź (in latino Archidioecesis Lodziensis) è una sede metropolitana della Chiesa cattolica in Polonia. Nel 2023 contava 1.351.780 battezzati su 1.433.180 abitanti. È retta dall'arcivescovo cardinale Grzegorz Ryś.

## Territorio
L'arcidiocesi comprende la parte centrale del voivodato di Łódź.
Sede arcivescovile è la città di Łódź, dove si trova la cattedrale di Santo Stanislao Kostka. A Piotrków Trybunalski sorge la basilica minore di San Giacomo.
Il territorio è suddiviso in 35 decanati e in 219 parrocchie.

## Storia
La diocesi di Łódź fu eretta da papa Benedetto XV con la bolla Christi Domini del 10 dicembre 1920, ricavandone il territorio dall'arcidiocesi di Varsavia, di cui originariamente era suffraganea.
Il 29 novembre 1921 fu istituito il capitolo della cattedrale, costituito da 12 canonici, con il decreto Postulante Vincentio Tymieniecki della Congregazione Concistoriale.
Il 28 ottobre 1925, in forza della bolla Vixdum Poloniae unitas di papa Pio XI, con cui furono riorganizzate le diocesi polacche, la diocesi di Łódź subì alcune variazioni territoriali, con l'acquisizione di 6 decanati comprendenti 51 parrocchie dalla diocesi di Włocławek, a cui furono cedute 8 parrocchie.
Nel 1939 la diocesi contava 15 decanati, 131 parrocchie, 347 sacerdoti diocesani e 41 religiosi, e una popolazione cattolica di oltre 900.000 fedeli.
Nel 1939 il vescovo ausiliare Kazimierz Tomczak fu arrestato dai nazisti; nel 1941 Tomczak e il vescovo diocesano Włodzimierz Bronisław Jasiński furono internati in un monastero. Jasiński fece ritorno nella diocesi nel 1944 e solo nell'estate 1945 poté riprenderne il governo.
Il 25 marzo 1992, nell'ambito della riorganizzazione delle diocesi polacche voluta da papa Giovanni Paolo II con la bolla Totus tuus Poloniae populus, ha ceduto una porzione del suo territorio a vantaggio dell'erezione della diocesi di Łowicz e contestualmente è stata elevata al rango di arcidiocesi immediatamente soggetta alla Santa Sede.
Il 24 febbraio 2004 è stata ulteriormente elevata a sede metropolitana con la bolla Spiritale incrementum di papa Giovanni Paolo II.

## Cronotassi dei vescovi
Si omettono i periodi di sede vacante non superiori ai 2 anni o non storicamente accertati.
- Wincenty Tymieniecki † (11 aprile 1921 - 10 agosto 1934 deceduto)
- Włodzimierz Bronisław Jasiński † (30 novembre 1934 - 12 dicembre 1946 dimesso[9])
- Michał Klepacz † (20 dicembre 1946 - 29 gennaio 1967 deceduto)
- Józef Rozwadowski † (29 ottobre 1968 - 24 gennaio 1986 ritirato)
- Władysław Ziółek (24 gennaio 1986 - 11 luglio 2012 ritirato)
- Marek Jędraszewski (11 luglio 2012 - 8 dicembre 2016 nominato arcivescovo di Cracovia)
- Grzegorz Ryś, dal 14 settembre 2017

## Statistiche
L'arcidiocesi nel 2023 su una popolazione di 1.433.180 persone contava 1.351.780 battezzati, corrispondenti al 94,3% del totale.
| anno | popolazione | popolazione | popolazione | presbiteri | presbiteri | presbiteri | presbiteri                | diaconi | religiosi | religiosi | parrocchie |
| anno | battezzati  | totale      | %           | numero     | secolari   | regolari   | battezzati per presbitero | diaconi | uomini    | donne     | parrocchie |
| ---- | ----------- | ----------- | ----------- | ---------- | ---------- | ---------- | ------------------------- | ------- | --------- | --------- | ---------- |
| 1950 | 1.000.000   | 1.100.000   | 90,9        | 314        | 238        | 76         | 3.184                     |         | 140       | 553       | 138        |
| 1970 | 1.150.000   | 1.350.000   | 85,2        | 485        | 374        | 111        | 2.371                     |         | 163       | 820       | 147        |
| 1980 | 1.361.000   | 1.489.000   | 91,4        | 529        | 400        | 129        | 2.572                     |         | 176       | 820       | 157        |
| 1990 | 1.592.100   | 1.700.000   | 93,7        | 611        | 469        | 142        | 2.605                     |         | 338       | 842       | 204        |
| 1999 | 1.470.000   | 1.550.000   | 94,8        | 675        | 520        | 155        | 2.177                     |         | 378       | 672       | 209        |
| 2000 | 1.465.000   | 1.545.000   | 94,8        | 682        | 527        | 155        | 2.148                     |         | 344       | 678       | 209        |
| 2001 | 1.460.000   | 1.540.000   | 94,8        | 676        | 546        | 130        | 2.159                     |         | 346       | 677       | 211        |
| 2002 | 1.460.000   | 1.540.000   | 94,8        | 692        | 559        | 133        | 2.109                     |         | 336       | 570       | 212        |
| 2003 | 1.460.000   | 1.540.000   | 94,8        | 690        | 558        | 132        | 2.115                     |         | 338       | 559       | 212        |
| 2004 | 1.460.000   | 1.540.000   | 94,8        | 748        | 564        | 184        | 1.951                     |         | 400       | 585       | 212        |
| 2013 | 1.410.000   | 1.490.000   | 94,6        | 763        | 573        | 190        | 1.847                     |         | 240       | 519       | 218        |
| 2016 | 1.380.000   | 1.460.000   | 94,5        | 733        | 561        | 172        | 1.882                     |         | 235       | 493       | 218        |
| 2019 | 1.330.000   | 1.410.000   | 94,3        | 723        | 557        | 166        | 1.839                     |         | 215       | 439       | 219        |
| 2021 | 1.345.600   | 1.426.630   | 94,3        | 731        | 554        | 177        | 1.840                     |         | 233       | 431       | 219        |
| 2023 | 1.351.780   | 1.433.180   | 94,3        | 753        | 546        | 207        | 1.795                     | 16      | 257       | 431       | 219        |

## Galleria d'immagini

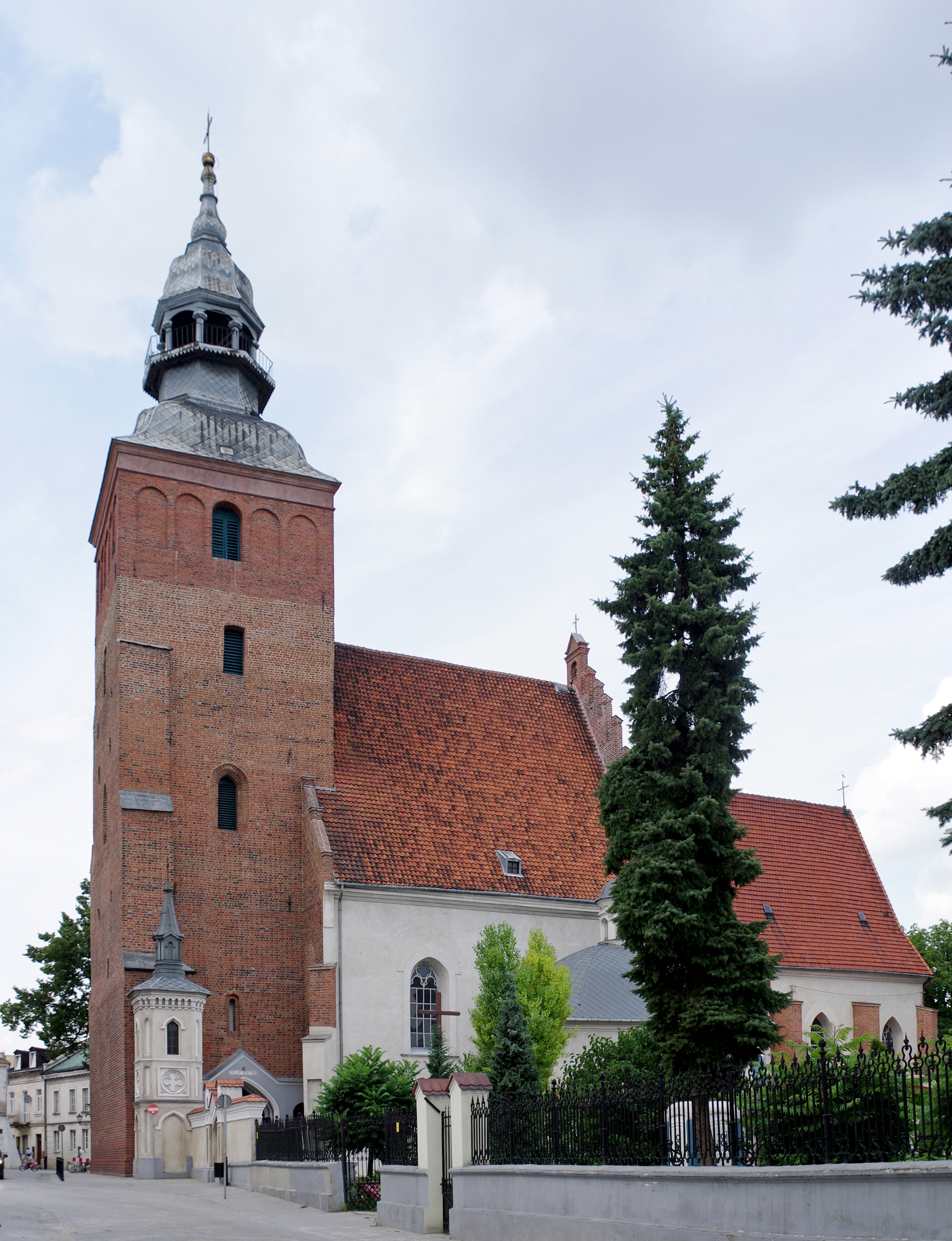
La basilica minore di San Giacomo a Piotrków Trybunalski
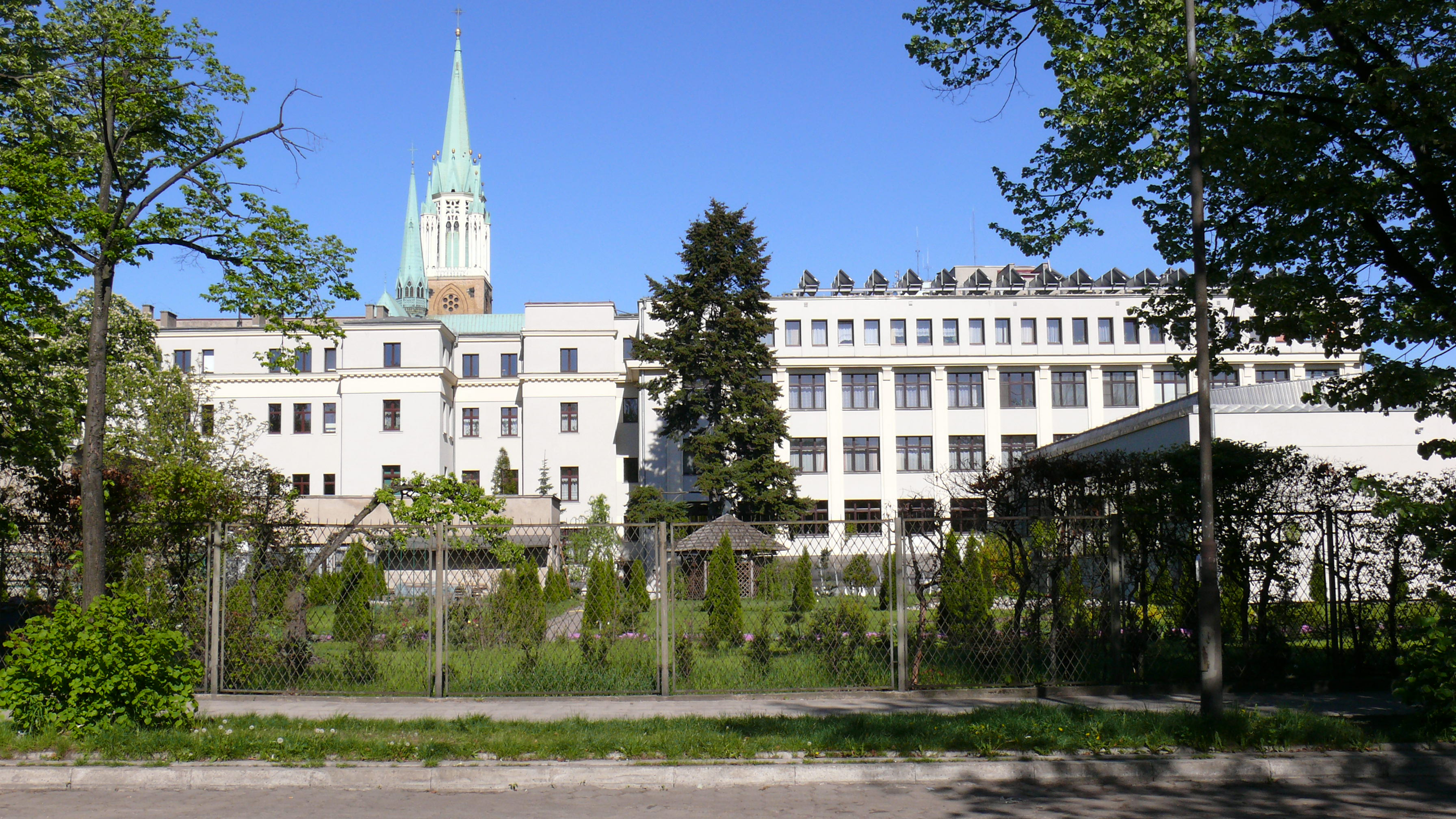
Il seminario teologico dell'arcidiocesi
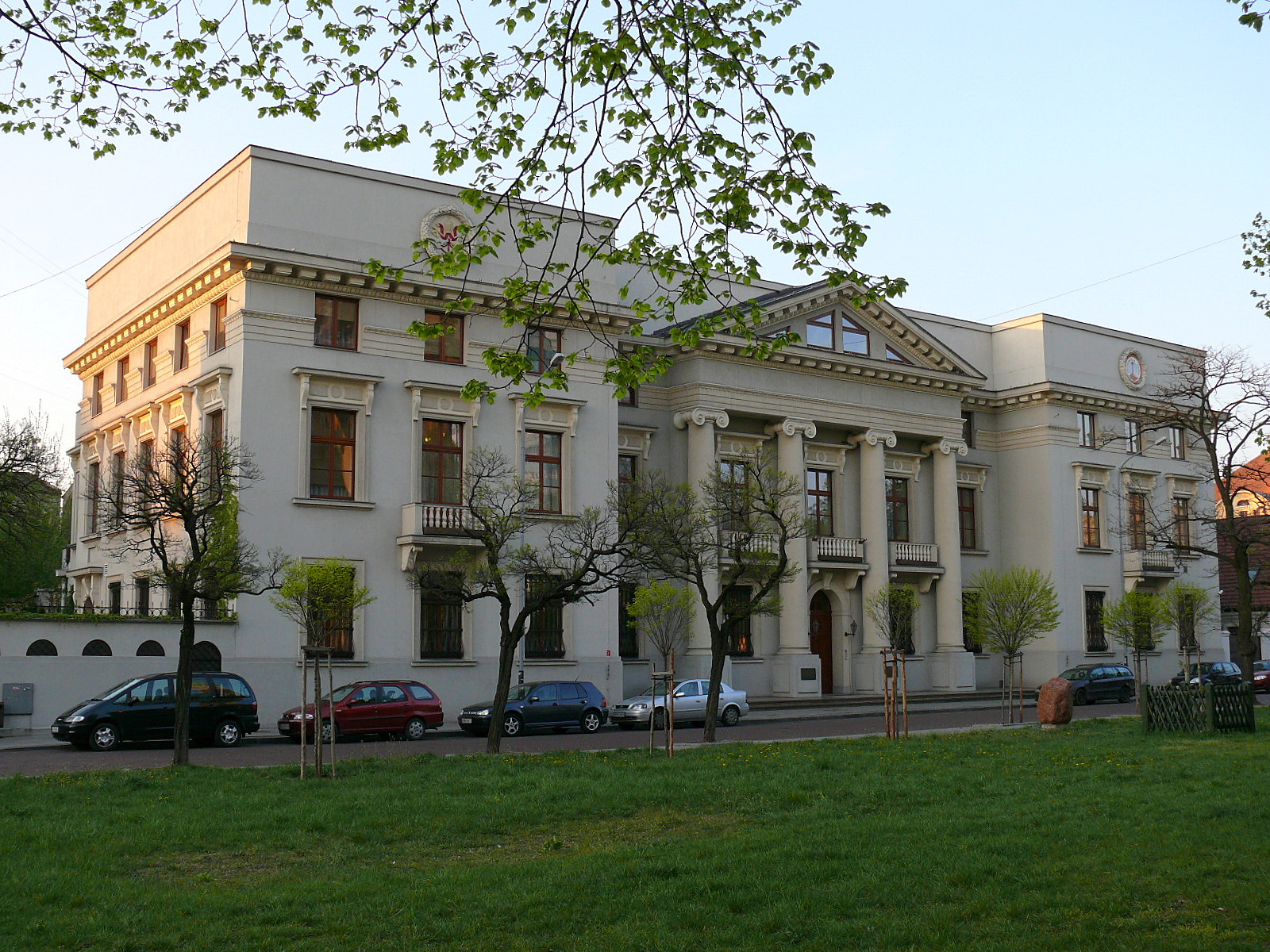
Il palazzo arcivescovile